# Marcos Argüello
Marcos Ariel Argüello (Villa María, Córdoba, Argentina; 28 de junio de 1981) es un futbolista argentino. Juega como arquero y su primer equipo fue Chacarita Juniors. Actualmente milita en Crucero del Norte del Torneo Federal A.

## Clubes
| Club                         | País      | Año       | PJ |
| ---------------------------- | --------- | --------- | -- |
| Chacarita Juniors            | Argentina | 2001-2003 | 0  |
| Talleres de Córdoba          | Argentina | 2003-2006 | 35 |
| Defensa y Justicia           | Argentina | 2006      | 8  |
| Guaraní                      | Paraguay  | 2007      | 15 |
| General Paz Juniors          | Argentina | 2008-2009 | 20 |
| Orihuela                     | España    | 2009-2010 | 18 |
| Anorthosis Famagusta         | Chipre    | 2010      | 11 |
| Bolívar                      | Bolivia   | 2011-2014 | 90 |
| Textil Mandiyú de Corrientes | Argentina | 2014      | 13 |
| Oriente Petrolero            | Bolivia   | 2015-2016 | 49 |
| San Martín de Mendoza        | Argentina | 2016      | 11 |
| Douglas Haig de Pergamino    | Argentina | 2017      | 21 |
| Crucero del Norte            | Argentina | 2017-?    |    |

## Palmarés

### Campeonatos nacionales
| Título            | Club    | País    | Año  |
| ----------------- | ------- | ------- | ---- |
| Torneo Adecuación | Bolívar | Bolivia | 2011 |
| Torneo Clausura   | Bolívar | Bolivia | 2013 |